# Paches
Paches (Πάχης) (V w. p.n.e.) – dowódca ateński w czasie wojny peloponeskiej, syn bliżej nieznanego Epikurosa, lub (według Diodora Sycylijskiego [Diod. XII 55]) Epiklerosa. Znany przede wszystkim z trzeciej księgi Wojny peloponeskiej Tucydydesa. Jesienią 428 p.n.e. Paches wyruszył na czele tysiąca holitów by wesprzeć dowodzone przez Kleppidesa oddziały walczące z rewoltą w Mitylenie. Oddziały te obwarowały się w dwóch fortach nieopodal miasta, podczas gdy flota blokowała port mityleński. Po przybyciu wojsk dowodzonych przez Pachesa między fortami wzniesiono wał łączący oba forty, broniący dostępu do Mityleny od strony lądowej. Latem 427 Spartanie wysłali na pomoc Mityleńczykom flotę pod dowództwem Alkidasa - nie nadpływała ona jednak tak długo, że Mityleńczycy i Spartanin Salajtos, który dowodził armią już wcześniej wysłaną przez Spartę, zwątpili w jej przybycie. Za radą Salajtosa rozdano ludowi, który dotychczas walczył lekko uzbrojony, broń hoplitów. Uzbrojony lud wystąpił jednak wkrótce przeciw stronnictwu arystokratycznemu, które obawiając się, że stronnictwo ludowe podda miasto Ateńczykom jako pierwsze, samo skapitulowało, zawierając układy z Pachesem na podstawie którego Ateńczycy mieli pełną swobodę decyzji co do dalszych losów Mityleny.
W tej krytycznej chwili Alkidas dopłynął do Embatonu - zamiast zaatakować Ateńczyków, popłynął jednak na południe wzdłuż wybrzeży Jonii. Paches, dowiedziawszy się o przybyciu floty Alkidasa, rozpoczął pościg za nią - nie zdążywszy jej doścignąć, wycofał się. W drodze powrotnej, płynąc wzdłuż Jonii, znalazł się koło Notionu, osiedla Kolofończyków. Został tam poproszony o pomoc przez stronnictwo demokratyczne, które prowadziło spór z biorącym górę dzięki poparciu perskiego satrapy Pissutnesa  i wysłanym przez niego najemnikom dowodzonym przez Arkadyjczyka Hippiasa. Paches zaproponował Hippiasowi pertraktacje, ale gdy ten przybył, kazał go aresztwoać i natychmiast zaatakował fortecę w Notionie, którą szybko zdobył, po czym kazał zabić wszystkich znajdujących się w niej Arkadyjczyków i barbarzyńców. Hippias, któremu Paches dał uroczyste przyrzeczenie, że jeśli pertraktacje nie dojdą do skutku, zostanie zaprowadzony z powrotem do miasta, został tam zaprowadzony - Paches jednak nakazał zabić go tam z łuku twierdząc, że spełnił w ten sposób przyrzeczenie. Po zdobyciu Notionu i przywróceniu go partii demokratycznej, Paches powrócił na Lesbos.
Po powrocie odesłał z powrotem do Aten większość wojsk i zajął te części wyspy, które nie były jeszcze pod jego kontrolą - Pirrę i Erezos. Pojmał ukrywającego się w mieście Salajtosa i odesłał go do Aten razem z przetrzymywanymi w Tenedos Mityleńczykami uznanymi za podżegaczy do buntu. Ateńczycy zabili od razu jego i ponad tysiąc przysłanych przez Pachesa Mityleńczyków. Na wniosek Kleona wysłali też Pachesowi rozkaz zabicia wszystkich pozostałych mieszkańców Mityleny i całkowitego zniszczenia miasta - na drugi dzień wpadli jednak w rozpacz i zmienili zdanie, nakazując wysłać do Pachesa drugi, szybszy statek z innym rozkazem. Drugi statek zdążył, Paches nakazał więc tylko zburzyć mury Mityleny, spalić jej okręty i rozdać kolonistom ateńskim ziemie mieszkańców Lesbos, którzy musieli odtąd uprawiać je dla nich i płacić czynsz.